# Баха-Верапас
Ба́ха-Верапа́с (исп. Baja Verapaz, [ˈbaxa βeɾaˈpas]) — департамент Гватемалы. Административный центр — город Салама (город). Граничит на севере с Альта-Верапас, на юге с департаментом Гватемала, на востоке с Эль-Прогресо, на западе с Киче.

## Муниципалитеты
В административном отношении департамент подразделяется на 8 муниципалитетов:
- Кубулько
- Санта-Крус-Эль-Чол
- Гранадос
- Пурула
- Рабиналь
- Салама
- Сан-Мигель-Чиках
- Сан-Херонимо